# Euplectrus atrafacies
Euplectrus atrafacies är en stekelart som beskrevs av Wijesekara och Schauff 1994. Euplectrus atrafacies ingår i släktet Euplectrus och familjen finglanssteklar.
Artens utbredningsområde är Sri Lanka. Inga underarter finns listade i Catalogue of Life.